# Německé státní reálné gymnázium v Praze
Německé státní reálné gymnázium v Praze II (Deutsches Staats-Realgymnasium in Prag II), známé také jako Stephans-Gymnasium, sídlilo ve Štěpánské ulici na pražském Novém Městě. Počínaje koncem 19. století a konče rokem 1938, bylo považováno za přední pražské gymnázium. Studovala v něm celá řada pozdějších osobností česko-německého veřejného života.

## Historie
Gymnázium vzniklo už v druhé polovině (?) 19. století na základě potřeby zpřístupnit středoškolské technické vzdělání gymnazijního typu většímu počtu studentů. Od samého počátku 20. století a také po celé období první republiky byla historie gymnázia spojena především s budovou ve Štěpánské ulici č. 22 (podle pův. číslování č. 20), která je z pozdějších let známa jako adresa českého Akademického gymnázia.
Původně byla ovšem Štěpánská 22 tradiční adresou právě pro Německé státní reálné gymnázium. Stejný německý vzdělávací ústav zde sídlil už před stavbou stávající budovy, která pochází z roku 1900. Německé státní reálné gymnázium zde samostatně působilo až do roku 1918. Se vznikem Československa byl však na tuzemské německé vzdělávací, kulturní a jiné instituce vyvíjen tlak, aby jejich činnost neprobíhala na úkor podobných českých institucí. V tomto duchu se do budovy ve Štěpánské 22 koncem roku 1918 nastěhovalo ještě české Akademické gymnázium.
Obě instituce zde v jedné budově koexistovaly necelé dva roky, načež bylo Německé státní reálné gymnázium přesunuto do Jindřišské ulice, kde bylo sloučeno s jiným pražským německým gymnáziem (tzv. Německé gymnázium v Jindřišské). Koncem 20. let se však Německé státní reálné gymnázium do budovy ve Štěpánské 22 vrátilo. Nejpozději v roce 1930 se už o budově opět píše jako o německém reálném gymnáziu a roku 1933 o německém státním gymnáziu. Během 30. let tak pod jednou střechou působilo jak Německé státní reálné gymnázium, tak české Akademické gymnázium.[zdroj?]

## Osobnosti gymnázia (výběr)
Se školou je spojeno množství osobností. Mimo jiné zde studovali:
- Alfred Bohmann, novinář a statistik[zdroj?]
- Walter Bor (roz. Buchbinder),[zdroj?] architekt a urbanista, držitel britského řádu CBE[7]
- Max Brod, významný pražský spisovatel, překladatel a skladatel
- Karl Wolfgang Deutsch, politolog[8]
- Ota Gregor, český gastroenterolog
- Willy Haas, novinář, filmový kritik a scenárista[zdroj?]
- Alexander Kafka, člen představenstva Mezinárodního měnového fondu
- Paul Kornfeld, dramatik a spisovatel[zdroj?]
- Karel Lewit, český neurolog
- Gustav Adolf Lindner, český pedagog a teoretik pedagogiky
- Herbert Lom, česko-britský herec
- Tobias Jakobovits, rabín a historik[9]
- Marcello Cortis (rodným jménem Kurt Mautner), barytonista[10]
- Ewald Osers, básník a překladatel
- Otto Pirk (* 1919), lékař, otec kardiochirurga Jana Pirka
- Lenka Reinerová, spisovatelka, překladatelka, novinářka
- Walter Schamschula německý slavista, literární historik a překladatel
- Magda Starkensteinová, historička umění
- Anna Schluderpacherová-Kuchačevichová (provdaná Košťálová), ilustrátorka a grafička, sestra herce Herberta Loma
- Emanuel Trojan, profesor medicíny[11]
- Franz Werfel, rakousko-český spisovatel
- Walter Süsskind, britský dirigent česko-rakouského původu

## Názvy školy
- Německé státní gymnázium Praha II. - Nové Město, Štěpánská 20 - Deutsches Staats-Gymnasium in Prag - Neustadt
- v letech 1885 - 1887 Deutsches K. K. Staats-Untergymnasium in Prag - Neustadt[12]